# Валерий Драганов
Валерий Гаврилович Драганов е руски политик (депутат в Държавната дума), висш държавен служител, бизнесмен от български произход. Съпредседател е на Руско-българския обществен форум.
Юрист по образование. След като е приет за студент в Киев, се прехвърля няколко пъти в други училища (според местоработата си) и накрая се дипломира в Тартуския университет (1987).
Роден е в гр. Сталино, Украинска ССР (дн. Донецк, Украйна) в семейство на българи (бесарабски и запорожки). Детските си години прекарва в гр. Измаил, Одеска област. Завършва музикално училище, играе във футболния отбор „Дунаец“ (дн. „Бриз“), Измаил от 2-ра дивизия на СССР. През лятото на 1968 г. получава покана от клуб „Черноморец“ (Одеса) от висшата лига на СССР. Работи като мазач, електротехник, шлосер, спортен инструктор.
След срочна военна служба започва работа в митническата система на СССР (1973). Работи в митници в Украйна, Беларус, Естония и Далечния изток на Русия, включително като началник на Хасанската митница (в сгт. Хасан край езерото Хасан, Приморски край), заместник-началник на Талинската митница, началник на Новоталинската митница – на най-големия естонски порт Новоталински (дн. Мууга), край Талин. От 1987 г. е в Държавния митнически комитет при Министерския съвет на СССР, където достига до негов първи заместник-председател (1991). Става заместник-председател на Комитета по защита на икономическите интереси при президента на Русия през 1992 г. След това е заместник-председател (1992-1998) и председател (1998-1999) на Държавния митнически комитет на Русия.
Депутат е в Държавната дума в продължение на 3 мандата, от 1999 до 2001 г., като през това време е бил от член до председател на парламентарни икономически комитети. В ръководството е на партия „Единна Русия“: член на Генералния съвет до 2008 г., а после – на Централната контролно-ревизионна комисия.
Драганов е също активен общественик: съпредседател на Руско-българския обществен форум, член на Управителния съвет на Руския съюз на промишленици и предприемачи, член на Изпълкома на Руския футболен съюз. Активно работи за изграждане на гигантски комплекс за производство на автомобили в Калининград.
Той е заместник генерален директор на компанията „РУСАЛ“ (2006-2008), директор по връзките с държавните органи на Обединената компания „Руски алуминий“ („Российский алюминий“). Президент е на „Автотор Холдинг“.
Генерал-полковник от митническата служба на Русия в оставка. Заслужил юрист на Русия, доктор на икономическите науки. Автор е на над 30 научни работи и учебници, главно по митническото дело. Създал е няколко киносценария, работи по роман и сценарий, консултант на 2 кинофилма, снимал се е в киното.